# 張延師
张延师（？—663年），唐朝雍州新丰（今陕西省西安市灞桥区灞桥街道旧刘家村）人，隋朝相州刺史、皖城公张威之孙，车骑将军、连城县公张植之子，唐高祖从外孙张俭之弟。
张延师、张俭之兄张大师，以军功官至太仆卿、华州刺史、武功县男。张延师在永徽初年，官至左卫大将军，封范阳郡公。张延师廉洁谨慎，主管羽林屯兵前后三十余年，未尝有过失，朝廷以此称道。显庆六年（661年）三月，唐高宗想要伐辽东高句丽，在屯营教舞，召李义府、任雅相、许敬宗、许圉师、张延师、苏定方、阿史那忠、于阗王伏阇信、上官仪等，赴洛城门观乐。乐名《一戎大定乐》。赐观乐之人杂彩。龙朔三年（663年），在官任上去世，赠荆州都督，谥敬，陪葬昭陵。唐制三品以上，门列棨戟，张俭兄弟三院，门前都立戟，时人以之为荣，号为“三戟张家”。